# 范正臣
范正臣（？—？），蘇州吳縣（今江蘇省蘇州市）人，北宋太常寺太祝。其父范純佑北宋將作監主簿。其祖父為北宋政治家、文學家、軍事家、教育家范仲淹。